# Family of the Year
Family of the Year és una formació nord-americana d'indie rock provinent de Los Angeles, Califòrnia.

## Discografia
- Songbook (2009)
- Loma Vista (2012) Hero és una cançó destacada d'aquest àlbum estudi. Va ser llançat com el segon senzill el 2012 a través de Nettwerk.
- Family of the Year (2015)
- Goodbye Sunshine Hello Nighttime (2018)[1]